# Estación de Cebreros
La Estación de Seguimiento de Satélites de Espacio Profundo de Cebreros (abreviada como DSA 2, "Deep Space Antenna 2"), conocida también como Estación de Cebreros, es una estación de la red ESTRACK de la Agencia Espacial Europea (ESA) para el seguimiento de satélites. La estación, formada por una gran antena parabólica y las instalaciones asociadas, se encuentra situada cerca de la localidad abulense de Cebreros (España), a unos noventa kilómetros al noroeste de Madrid. Se opera remotamente desde el ESOC en Alemania.
Esta estación de seguimiento se inauguró oficialmente el 28 de septiembre de 2005, siendo la novena estación de seguimiento y la segunda de espacio profundo de la ESA, tras la DSA 1 situada en Nueva Norcia (Australia), inaugurada en 2002. La tercera antena de la red (DSA 3), instalada en Malargüe (Argentina), entró en funcionamiento en 2013. Hasta 2002, la ESA carecía de medios propios para comunicarse con naves destinadas a otros planetas, o en órbitas muy lejanas y dependía de la red de escucha de la NASA para recibir los datos recabados por estos.

## Características

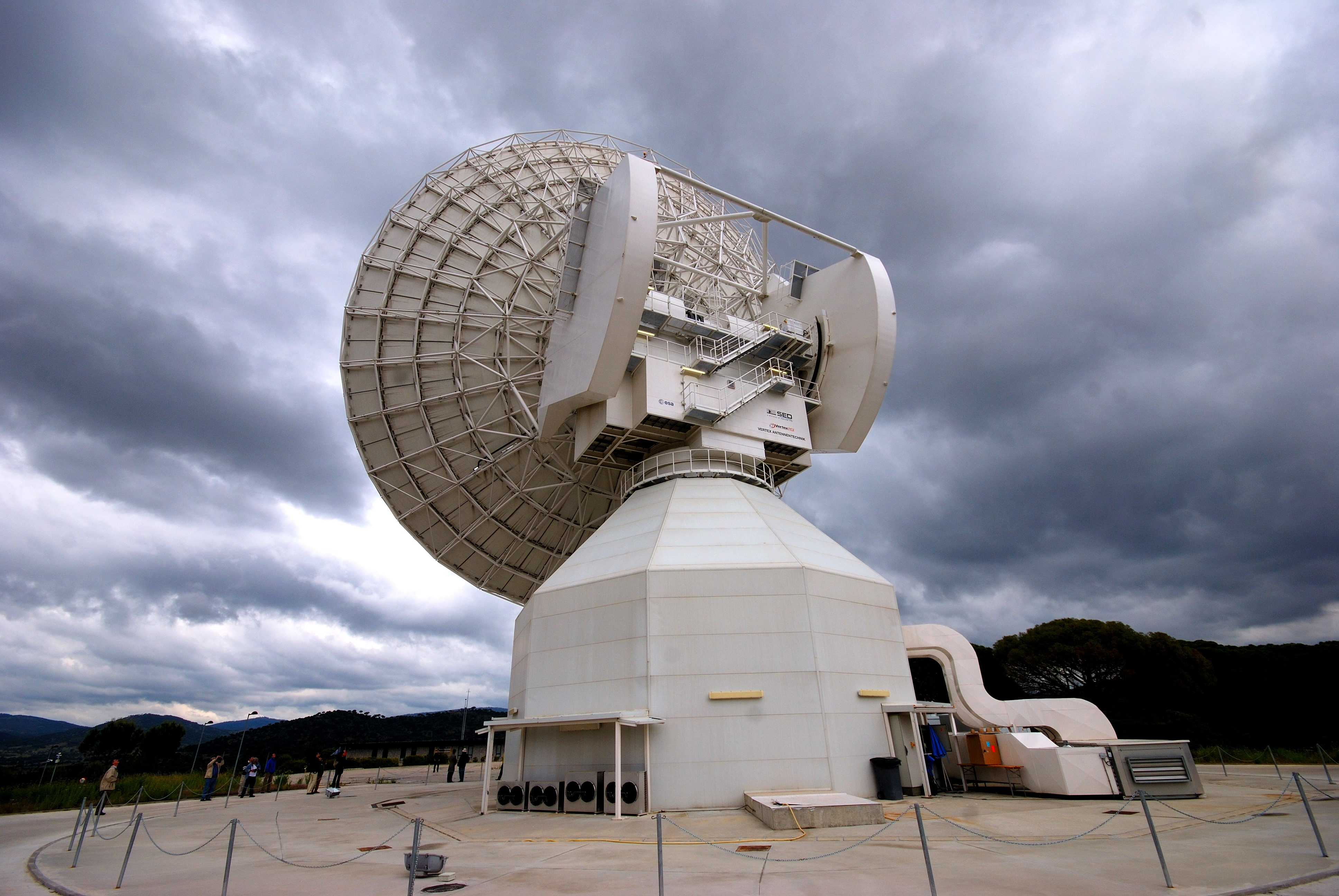
Vista trasera de la antena parabólica, mostrando el mecanismo de movimiento

El plato móvil de la antena tiene 35 metros de diámetro. La estructura completa mide 40 metros de altura y pesa 620 toneladas. Los cimientos empiezan a 20 metros de profundidad. Gran parte de la maquinaria responsable de mover la antena está bajo tierra.
La antena es capaz de recibir y transmitir datos en la banda X, y recibir en la banda Ka (31,8 - 32,3 GHz), siendo su capacidad de adquisición de datos mayor que la de la antena de Nueva Norcia. Su apuntado tiene un error de sólo seis miligrados (lo que supone diez veces más precisión que las antenas de seguimiento habituales de 15 metros de diámetro). Cuenta con 250 sensores de temperatura repartidos por toda la estructura, de forma que esta puede autoajustarse automáticamente en caso de que ocurran dilataciones y contracciones del material debido a los cambios meteorológicos. Con respecto a la antena de Nueva Norcia, es también más rápida en azimuth y elevación, y es capaz de soportar un viento más intenso.
Habitualmente, la antena es operada remotamente desde el Centro Europeo de Operaciones Espaciales (ESOC) localizado en Darmstadt (Alemania). No obstante, a modo de contingencia existe una sala de control situada cerca de la antena que permite operarla y realizar acciones de mantenimiento, llevadas a cabo por la empresa ISDEFE (antes INSA).
La estación está equipada también con tecnología Delta DOR (Delta Differential One-Way Ranging), que permite el seguimiento y localización precisos de satélites. Adicionalmente, un sistema de frecuencia dual de tipo GPS-TDAF (GPS Tracking and Data Analysis Facility) que envía datos al ESOC se encuentra instalado en la estación. Existen también instalaciones dedicadas a la realización de experimentos con señales de radio, donde las señales pueden ser analizadas.

## Emplazamiento

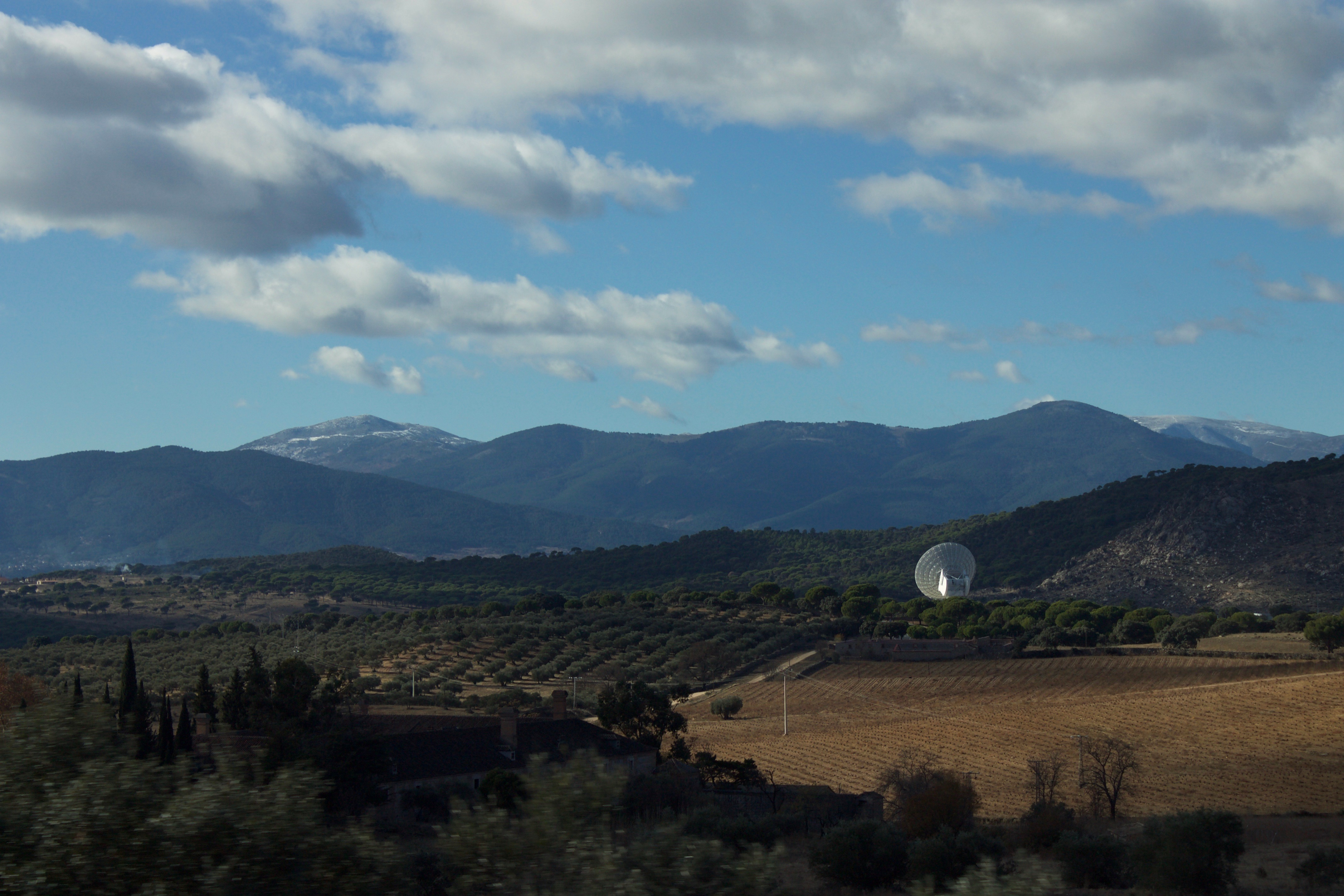
Antena de la estación y su entorno, con la Sierra de Gredos al fondo

La estación se encuentra situada en una localización muy tranquila, rodeada de pinos y jaras. Aparte de su situación privilegiada, la elección recayó en Cebreros debido a que posee las coordenadas geográficas necesarias (120 grados al este o al oeste de la estación de Nueva Norcia) y a la falta de interferencias radioeléctricas producidas por la telefonía móvil.
En un principio se barajó la opción de Villafranca del Castillo (Madrid), donde la ESA ya dispone de un Centro de Astronomía Espacial (ESAC), pero fue descartada debido a su acelerado desarrollo urbanístico, que hubiese sido, sin duda, una fuente segura de interferencias. Otro argumento a favor de Cebreros fue contar con las instalaciones que la NASA utilizó en los años 1960 y 1970 para el seguimiento de las naves del programa Apolo. La NASA abandonó el uso de esta estación en 1983 por motivos presupuestarios y cedió las instalaciones al gobierno español.

## Construcción
La búsqueda del emplazamiento para la estación de Cebreros comenzó en abril de 2002, aunque la construcción no se inició hasta enero de 2003. Esta duró un poco más de dos años: finalizó en agosto de 2005, y desde entonces estuvo funcionando en pruebas.
La construcción fue responsabilidad de un consorcio liderado por las compañías SED Systems (Canadá) y por Vertex Antennentechnik (Alemania). Las empresas españolas ESTEYCO y NECSO se encargaron de la infraestructura de la torre de la antena, en tanto que LV Salamanca se responsabilizó de las infraestructuras y de la remodelación del edificio. El coste de la estación de Cebreros fue de unos 30 millones de euros, de los que 22 fueron para la antena.
El primer director de la estación fue el español Valeriano Claros, que en el pasado había dado soporte a las misiones Apolo y Skylab. Claros había sido el representante de la ESA en España entre 1989 y 2004, y supervisó la planificación y construcción de la estación. Ejerció el cargo de director en su último año en la agencia, hasta su retirada en 2005.

## Misiones

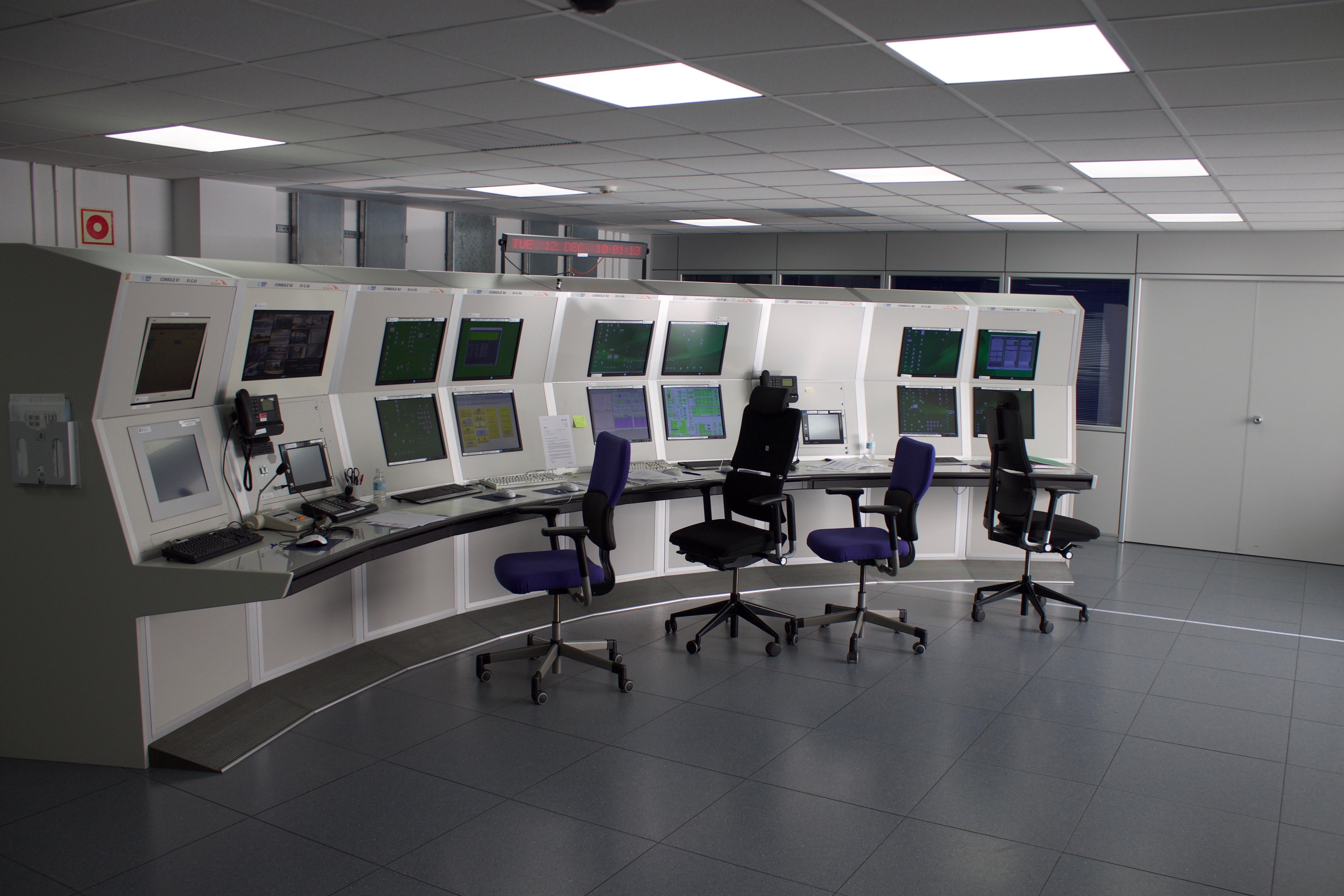
Sala de control de Cebreros

La primera señal recibida por la estación, que tuvo lugar el 10 de noviembre de 2005, correspondía a la misión Venus Express. La estación cubrió misiones interplanetarias, como la sonda espacial Rosetta, enviada al espacio en 2004 para aterrizar por primera vez en un cometa, el Churyumov-Gerasimenko, tras un viaje estelar de diez años, y las operaciones rutinarias de la misión Venus Express, y se utiliza actualmente como apoyo para la Mars Express.
En 2005 estaba planeado que la estación participase en futuras misiones, como BepiColombo, que visitará Mercurio, así como del seguimiento de los telescopios espaciales Herschel, Planck, LISA Pathfinder y Gaia.